# 鳥の歌 (テレビドラマ)
『鳥の歌』（とりのうた）は、1989年8月28日から9月18日の4回にわたって、NHK総合で放送された日本のテレビドラマ。

## 概要
原作、西木正明「凍れる花火」。脚本池端俊策、演出佐藤幹夫。NHK総合の『シリーズドラマ・10』枠で放送。NHK大阪放送局の制作。
夢を追う青年と彼に想いを寄せる年上女性を主人公に、彼女の新しい恋人との出会いや別れ、そして屋久島の自然もドキュメンタリータッチで撮影し、鳥のように飛べたらという人間が抱く願望・悩み・苦しみを哀しくいとおしく描く。

## ストーリー
ある日、福子（演：桃井かおり）は河原でラジコンヘリコプターを飛ばしている青年・彬（演：堤真一）と出会う。ヘリコプターにカメラをつけて上空から撮影した写真を売っているが、写真はまだ売れたことがないという。写真を気に入った福子は、写真雑誌社を紹介し、その雑誌社は彬が撮った、車の中で寄り添っている男女の写真を買った。しかしその写真は若手人気女性歌手とある公団の局次長雨宮（演：児玉清）との写真だった。
公団の汚職にからみ、若手歌手とのスキャンダルを発端として濡れ衣を着せられ逃亡する幹部にたいし、背後にいる政治家の意を体して自殺を強要したり事故を装ったりして口封じを狙う闇社会の男が現れる。スキャンダルの元になった写真を空中から撮影した彬（堤真一）は後悔し、福子（桃井かおり）と共に真相に切り込み始める。

## キャスト
二本松福子
演 - 桃井かおり
パチンコのセミプロ、競輪の予想屋。30代。天真爛漫な性格。
　戸部彬
演 - 堤真一
ラジコンのヘリコプターで空中の写真を撮る写真家。優しく純朴な若い青年。
　荒木高麿
演 - 大地康雄
　雨宮英介
演 - 児玉清
　野川マリ
演 - 田中美奈子
その他
　森本レオ
　北川めぐみ